# Buntil

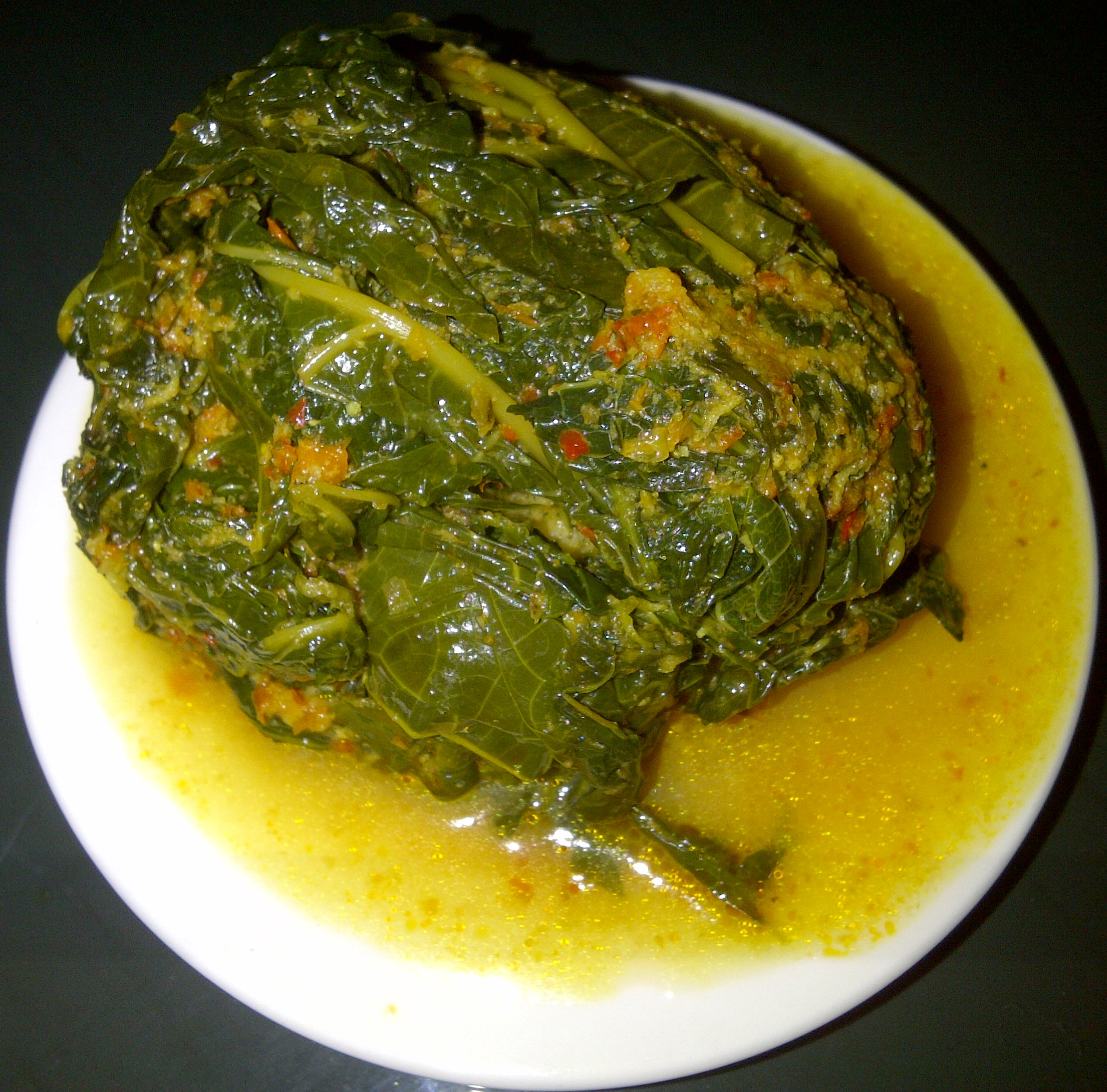
Buntil en cúrcuma amarilla y leche de coco con especias

Buntil es un plato tradicional javanés a base de coco rallado mezclado con teri (anchoas) y especias, envuelto en hojas de papaya, yuca o taro (u otros aroides similares), y luego hervido en leche de coco y especias.
Es un plato popular en Java, y además de cocinarse en casa, también se vende en warungs, restaurantes o puestos de comida callejeros, especialmente en el mercado tradicional estacional durante Ramadán, antes de romper el ayuno.